# مركزية (إدارة)
المركزية هي أسلوب إداري يؤدي إلى تجميع السلطات بيد عدد محدود من الأفراد في المنظمة). هذا معنى المركزية في المنظمة، أما معناها على مستوى الإدارة العامة هو (أسلوب من أساليب نشاط الدولة يؤدي إلى تجميع الأمور الإدارية بيد الوزير والعاملين معه مع عدم استقلال الوحدات الإدارية في مجال اتخاذ القرارات الإدارية منها بعيداً عن السلطة المركزية في الأقاليم ببعض النشاطات الإدارية حسب توجيهات الحكومة المركزية. وهو عكس اللمركزية الحكم حيث ان الحكم لايقتصر على فىد واحد
بناءً على ذلك فإن الدولة ممثلة بجهازها الإداري في المركز وفروعه خارج المركز تقوم بمباشرة نشاطاتها وتقديم خدماتها إلى المواطنين كافة من دون استثناء في بقاع الدولة كافة، عن طريق موظفيها الذين يتم تعيينهم من قبلها للقيام بمختلف أوجه النشاطات. وهم في ممارستهم لتلك الوظائف يخضعون لرقابة وتوجيه الجهة الأعلى في السلم الإداري. وينتج عن ذلك خضوع الجهاز الأدنى للجهاز الأعلى. وبذلك يمكن القول بأن المركزية الإدارية

## مزايا المركزية
1. له صورة رسمية متحدة
2. تسمح للشركة بتوسيع قاعدة البيانات الحاسوبية
3. سهولة التنسيق وتوحيد السياسات وو الممارسات بين الإدارات المختلفة
4. التشغيل الاقتصادي الأمثل للموارد المتاحة
5. تكوين فريق متعاون من متخذي القرارت على مستوى الإدارة العليا
6. عدم الازدواجية في القرارات
7. سهولة الرقابة وإجراءاتها القومية الكبرى بكفاءة عالية.[4]